# Provenchères-sur-Fave (tổng)
Tổng Provenchères-sur-Fave là một tổng của Pháp, tọa lạc tại tỉnh Vosges trong vùng Lorraine của Pháp.

## Phân chia hành chính
Tổng Provenchères-sur-Fave được chia thành 7 xã và khoảng 2 291 người (điều tra dân số năm 1999 không tính trùng dân số).
| Xã                    | Dân số | Mã bưu chính | Mã insee |
| --------------------- | ------ | ------------ | -------- |
| Le Beulay             | 116    | 88490        | 88057    |
| Colroy-la-Grande      | 611    | 88490        | 88112    |
| La Grande-Fosse       | 90     | 88490        | 88213    |
| Lubine                | 214    | 88490        | 88275    |
| Lusse                 | 446    | 88490        | 88276    |
| La Petite-Fosse       | 59     | 88490        | 88345    |
| Provenchères-sur-Fave | 755    | 88490        | 88361    |

## Biến động dân số
| 1962                                         | 1968  | 1975  | 1982  | 1990  | 1999  |
| -------------------------------------------- | ----- | ----- | ----- | ----- | ----- |
| 2 453                                        | 2 478 | 2 409 | 2 131 | 2 174 | 2 291 |
| Số liệu từ năm 1968: Dân số không tính trùng |       |       |       |       |       |

## Hành chính
| Ngày bầu                                  | Tên                | Đảngi | Chức vụ                                          | Tư cách                              |
| ----------------------------------------- | ------------------ | ----- | ------------------------------------------------ | ------------------------------------ |
|                                           | Jean-Guy Ruhlmann  | UMP   | Chủ tịch ủy ban tài chính và hành chính tổng hợp | Chef d'entreprise, thị trưởng Lubine |
| 1982 - 2001                               | Arnould de Lesseux |       |                                                  |                                      |
| Dữ liệu trước đây không còn được biết rõ. |                    |       |                                                  |                                      |